# Cabana de volta 1 (Vallbona de les Monges)
La Cabana de volta 1 és una obra de Vallbona de les Monges (Urgell) inclosa a l'Inventari del Patrimoni Arquitectònic de Catalunya.

## Descripció
Cabana de volta de perfil força senzill i perfectament inserida en mig del paisatge natural que l'envolta. Cabana amb una coberta de volta realitzada amb pedra picada. Aquesta volta interna es trasllueix a l'exterior també. La porta d'accés a aquesta cabana de volta es realitzada mitjançant una porta rectangular de llinda plana. Aquesta cabana damunt del sostre hi té una abundosa vegetació.